# Мам-Кросс
Мам-Кросс (англ. Maam Cross; ирл. An Teach Dóite) — деревня в Ирландии, находится в графстве Голуэй (провинция Коннахт).
Местная железнодорожная станция была открыта 1 января 1896 года и закрыта 29 апреля 1935 года.